# Marcos Llorente
Marcos Llorente Moreno (Madrid, 30 gennaio 1995) è un calciatore spagnolo, centrocampista dell'Atlético Madrid.

## Biografia
Proviene da una famiglia di ex calciatori: suo padre è Paco Llorente, mentre Francisco Gento e Ramón Grosso sono rispettivamente il suo prozio e il suo nonno materno.

## Caratteristiche tecniche
Centrocampista completo ed estremamente duttile, nei primi anni di carriera agiva principalmente sulla mediana, salvo poi essere spostato in posizione più avanzata da Diego Simeone, venendo impiegato come vero e proprio jolly offensivo avendo giocato sia da ala destra, seconda punta ed esterno destro a tutta fascia. Può giocare anche come terzino destro, posizione in cui è stato impiegato da Luis Enrique in nazionale spagnola. Abile ad attaccare gli spazi, è bravo a muoversi senza palla.
Tatticamente intelligente e dotato di buon fiuto del gol, può ricoprire tutti i ruoli del centrocampo, quello di terzino, ala o di seconda punta.

## Carriera

### Club

#### Esordi, Real Madrid e prestito all'Alavés
Muove i primi passi nel calcio nelle file del Club Deportivo Las Rozas e nella Escuela de Fútbol Roceña, poi passa al Club de Fútbol Rayo Majadahonda. Dopo aver disputato vari tornei nei pulcini dell'Atlético Madrid, nel 2008 entra nel settore giovanile del Real Madrid, con cui compie la trafila nelle varie formazioni del vivaio. Nel 2013-2014 gioca la UEFA Youth League, in cui raggiunge con i compagni la semifinale.
Nel 2014-2015 viene incorporato nella rosa del Real M. Castilla allenato da Zinédine Zidane. Il 24 agosto 2014 esordisce in Segunda División B, la terza divisione spagnola, nella partita persa per 2-1 contro l'Atlético Madrid B. Nella stagione 2014-2015 colleziona 25 presenze in campionato, nella seconda 37 presenze (di cui 4 nei play-off) e 3 reti. Rimane nella squadra satellite del Real Madrid per stagioni, in cui viene schierato spesso come titolare.
Debutta con la prima squadra del Real Madrid all'età di vent'anni, il 17 ottobre 2015, nella partita interna di campionato vinta per 3-1 contro il Levante, in cui sostituisce al 77º minuto Kovačić.
Il 10 agosto 2016 passa in prestito annuale all'Alavés. Con la squadra basca, di cui è uno dei leader, arriva in finale di Coppa del Re, persa contro il Barcellona.
Rientrato nei ranghi del Real Madrid per la nuova stagione agonistica, inizia l'annata vincendo la Supercoppa europea. Il 23 settembre 2017 il suo contratto è prolungato sino al 2021. Chiude la stagione vincendo la Champions League, competizione in cui scende in campo solo una volta.

#### Atlético Madrid
Il 20 giugno 2019 viene annunciato il suo trasferimento all'Atlético Madrid per 30 milioni di euro. Esordisce con la maglia dei colchoneros il 18 agosto, in occasione della partita di campionato contro il Getafe vinta per 1-0.
L'11 marzo 2020 mette a segno i primi gol nelle competizioni UEFA per club, realizzando una doppietta in occasione della vittoria per 3-2 ad Anfield contro il Liverpool, nel ritorno degli ottavi di finale di UEFA Champions League. Il 6 gennaio 2022 gioca la sua partita numero 100 con la maglia dei colchoneros. Il 5 febbraio 2024 pareggia al minuto 93 il derby contro il Real Madrid, la sua ex squadra. Il 15 maggio 2024, in occasione della partita vinta per 3-0 contro il Getafe, gioca la sua 200ª partita con l'Atlético.

### Nazionale
Nel 2014 ha giocato quattro partite nella nazionale Under-19 spagnola. Il 10 ottobre 2016 fa il suo esordio come titolare, nella nazionale Under-21 spagnola, nella partita interna valida alla qualificazione agli Europei del 2017, vinta per 5-0 dalla Spagna, contro l'Estonia.
L'11 novembre 2020 fa il suo esordio con la nazionale maggiore, nell'amichevole pareggiata per 1-1 contro i Paesi Bassi.

## Statistiche

### Presenze e reti nei club
Statistiche aggiornate al 5 giugno 2024.
| Stagione                | Squadra                 | Campionato              | Campionato | Campionato | Coppe nazionali | Coppe nazionali | Coppe nazionali | Coppe continentali | Coppe continentali | Coppe continentali | Altre coppe | Altre coppe | Altre coppe | Totale | Totale |
| Stagione                | Squadra                 | Comp                    | Pres       | Reti       | Comp            | Pres            | Reti            | Comp               | Pres               | Reti               | Comp        | Pres        | Reti        | Pres   | Reti   |
| ----------------------- | ----------------------- | ----------------------- | ---------- | ---------- | --------------- | --------------- | --------------- | ------------------ | ------------------ | ------------------ | ----------- | ----------- | ----------- | ------ | ------ |
| 2014-2015               | Real M. Castilla        | SDB                     | 25         | 0          | -               | -               | -               | -                  | -                  | -                  | -           | -           | -           | 25     | 0      |
| 2015-2016               | Real M. Castilla        | SDB                     | 33+4       | 3+0        | -               | -               | -               | -                  | -                  | -                  | -           | -           | -           | 37     | 3      |
| Totale Real M. Castilla | Totale Real M. Castilla | Totale Real M. Castilla | 58+4       | 3          |                 | -               | -               |                    | -                  | -                  |             | -           | -           | 62     | 3      |
| 2015-2016               | Real Madrid             | PD                      | 2          | 0          | CR              | 1               | 0               | UCL                | 0                  | 0                  | -           | -           | -           | 3      | 0      |
| 2016-2017               | Alavés                  | PD                      | 32         | 0          | CR              | 6               | 0               | -                  | -                  | -                  | -           | -           | -           | 38     | 0      |
| 2017-2018               | Real Madrid             | PD                      | 13         | 0          | CR              | 6               | 0               | UCL                | 1                  | 0                  | SU+SS+Cmc   | 0+0+0       | 0           | 20     | 0      |
| 2018-2019               | Real Madrid             | PD                      | 7          | 0          | CR              | 5               | 1               | UCL                | 2                  | 0                  | SU+Cmc      | 0+2         | 0+1         | 16     | 2      |
| Totale Real Madrid      | Totale Real Madrid      | Totale Real Madrid      | 22         | 0          |                 | 12              | 1               |                    | 3                  | 0                  |             | 2           | 1           | 39     | 2      |
| 2019-2020               | Atlético Madrid         | PD                      | 29         | 3          | CR              | 1               | 0               | UCL                | 4                  | 2                  | SS          | 2           | 0           | 36     | 5      |
| 2020-2021               | Atlético Madrid         | PD                      | 37         | 12         | CR              | 0               | 0               | UCL                | 8                  | 1                  | -           | -           | -           | 45     | 13     |
| 2021-2022               | Atlético Madrid         | PD                      | 29         | 0          | CR              | 1               | 0               | UCL                | 9                  | 0                  | SS          | 1           | 0           | 40     | 0      |
| 2022-2023               | Atlético Madrid         | PD                      | 22         | 1          | CR              | 4               | 2               | UCL                | 3                  | 0                  | -           | -           | -           | 29     | 3      |
| 2023-2024               | Atlético Madrid         | PD                      | 37         | 6          | CR              | 5               | 0               | UCL                | 9                  | 0                  | SS          | 1           | 0           | 26     | 6      |
| 2024-2025               | Atlético Madrid         | PD                      | 11         | 2          | CR              | 1               | 0               | UCL                | 4                  | 1                  | CmC         | 0           | 0           | 16     | 3      |
| Totale Atlético Madrid  | Totale Atlético Madrid  | Totale Atlético Madrid  | 165        | 24         |                 | 12              | 2               |                    | 34                 | 4                  |             | 4           | 0           | 214    | 30     |
| Totale carriera         | Totale carriera         | Totale carriera         | 281        | 27         |                 | 30              | 3               |                    | 37                 | 4                  |             | 6           | 1           | 353    | 35     |

### Cronologia presenze e reti in nazionale
| Cronologia completa delle presenze e delle reti in nazionale ― Spagna | Cronologia completa delle presenze e delle reti in nazionale ― Spagna | Cronologia completa delle presenze e delle reti in nazionale ― Spagna | Cronologia completa delle presenze e delle reti in nazionale ― Spagna | Cronologia completa delle presenze e delle reti in nazionale ― Spagna | Cronologia completa delle presenze e delle reti in nazionale ― Spagna | Cronologia completa delle presenze e delle reti in nazionale ― Spagna | Cronologia completa delle presenze e delle reti in nazionale ― Spagna |
| Data                                                                  | Città                                                                 | In casa                                                               | Risultato                                                             | Ospiti                                                                | Competizione                                                          | Reti                                                                  | Note                                                                  |
| --------------------------------------------------------------------- | --------------------------------------------------------------------- | --------------------------------------------------------------------- | --------------------------------------------------------------------- | --------------------------------------------------------------------- | --------------------------------------------------------------------- | --------------------------------------------------------------------- | --------------------------------------------------------------------- |
| 11-11-2020                                                            | Amsterdam                                                             | Paesi Bassi                                                           | 1 – 1                                                                 | Spagna                                                                | Amichevole                                                            | -                                                                     | 72’                                                                   |
| 25-3-2021                                                             | Granada                                                               | Spagna                                                                | 1 – 1                                                                 | Grecia                                                                | Qual. Mondiali 2022                                                   | -                                                                     |                                                                       |
| 28-3-2021                                                             | Tbilisi                                                               | Georgia                                                               | 1 – 2                                                                 | Spagna                                                                | Qual. Mondiali 2022                                                   | -                                                                     | 65’                                                                   |
| 31-3-2021                                                             | Siviglia                                                              | Spagna                                                                | 3 – 1                                                                 | Kosovo                                                                | Qual. Mondiali 2022                                                   | -                                                                     |                                                                       |
| 4-6-2021                                                              | Madrid                                                                | Spagna                                                                | 0 – 0                                                                 | Portogallo                                                            | Amichevole                                                            | -                                                                     |                                                                       |
| 14-6-2021                                                             | Siviglia                                                              | Spagna                                                                | 0 – 0                                                                 | Svezia                                                                | Euro 2020 - 1º turno                                                  | -                                                                     |                                                                       |
| 19-6-2021                                                             | Siviglia                                                              | Spagna                                                                | 1 – 1                                                                 | Polonia                                                               | Euro 2020 - 1º turno                                                  | -                                                                     |                                                                       |
| 2-7-2021                                                              | San Pietroburgo                                                       | Svizzera                                                              | 1 – 1 dts (1 – 3 dtr)                                                 | Spagna                                                                | Euro 2020 - Quarti di finale                                          | -                                                                     | 90+1’                                                                 |
| 6-7-2021                                                              | Londra                                                                | Italia                                                                | 1 – 1 dts (4 – 2 dtr)                                                 | Spagna                                                                | Euro 2020 - Semifinale                                                | -                                                                     | 85’                                                                   |
| 2-9-2021                                                              | Solna                                                                 | Svezia                                                                | 2 – 1                                                                 | Spagna                                                                | Qual. Mondiali 2022                                                   | -                                                                     | 75’                                                                   |
| 5-9-2021                                                              | Badajoz                                                               | Spagna                                                                | 4 – 0                                                                 | Georgia                                                               | Qual. Mondiali 2022                                                   | -                                                                     |                                                                       |
| 8-9-2021                                                              | Pristina                                                              | Kosovo                                                                | 0 – 2                                                                 | Spagna                                                                | Qual. Mondiali 2022                                                   | -                                                                     | 86’                                                                   |
| 29-3-2022                                                             | La Coruña                                                             | Spagna                                                                | 5 – 0                                                                 | Islanda                                                               | Amichevole                                                            | -                                                                     |                                                                       |
| 2-6-2022                                                              | Siviglia                                                              | Spagna                                                                | 1 – 1                                                                 | Portogallo                                                            | UEFA Nations League 2022-2023 - 1º turno                              | -                                                                     | 81’                                                                   |
| 5-6-2022                                                              | Praga                                                                 | Rep. Ceca                                                             | 2 – 2                                                                 | Spagna                                                                | UEFA Nations League 2022-2023 - 1º turno                              | -                                                                     | 72’                                                                   |
| 9-6-2022                                                              | Lancy                                                                 | Svizzera                                                              | 0 – 1                                                                 | Spagna                                                                | UEFA Nations League 2022-2023 - 1º turno                              | -                                                                     | 80’                                                                   |
| 24-9-2022                                                             | Saragozza                                                             | Spagna                                                                | 1 – 2                                                                 | Svizzera                                                              | UEFA Nations League 2022-2023 - 1º turno                              | -                                                                     | 70’                                                                   |
| 6-12-2022                                                             | Al Rayyan                                                             | Marocco                                                               | 0 – 0 dts (3 – 0 dtr)                                                 | Spagna                                                                | Mondiali 2022 - Ottavi di finale                                      | -                                                                     |                                                                       |
| 5-6-2024                                                              | Badajoz                                                               | Spagna                                                                | 5 – 0                                                                 | Andorra                                                               | Amichevole                                                            | -                                                                     | 46’                                                                   |
| Totale                                                                |                                                                       | Presenze                                                              | 19                                                                    |                                                                       | Reti                                                                  | 0                                                                     |                                                                       |

| Cronologia completa delle presenze e delle reti in nazionale ― Spagna under 21 | Cronologia completa delle presenze e delle reti in nazionale ― Spagna under 21 | Cronologia completa delle presenze e delle reti in nazionale ― Spagna under 21 | Cronologia completa delle presenze e delle reti in nazionale ― Spagna under 21 | Cronologia completa delle presenze e delle reti in nazionale ― Spagna under 21 | Cronologia completa delle presenze e delle reti in nazionale ― Spagna under 21 | Cronologia completa delle presenze e delle reti in nazionale ― Spagna under 21 | Cronologia completa delle presenze e delle reti in nazionale ― Spagna under 21 |
| Data                                                                           | Città                                                                          | In casa                                                                        | Risultato                                                                      | Ospiti                                                                         | Competizione                                                                   | Reti                                                                           | Note                                                                           |
| ------------------------------------------------------------------------------ | ------------------------------------------------------------------------------ | ------------------------------------------------------------------------------ | ------------------------------------------------------------------------------ | ------------------------------------------------------------------------------ | ------------------------------------------------------------------------------ | ------------------------------------------------------------------------------ | ------------------------------------------------------------------------------ |
| 10-10-2016                                                                     | Pontevedra                                                                     | Spagna under 21                                                                | 5 – 0                                                                          | Estonia under 21                                                               | Qual. Europeo Under-21 2017                                                    | -                                                                              |                                                                                |
| 11-11-2016                                                                     | Sankt Pölten                                                                   | Austria under 21                                                               | 1 – 1                                                                          | Spagna under 21                                                                | Qual. Europeo Under-21 2017                                                    | -                                                                              | 71’                                                                            |
| 15-11-2016                                                                     | Albacete                                                                       | Spagna under 21                                                                | 0 – 0                                                                          | Austria under 21                                                               | Qual. Europeo Under-21 2017                                                    | -                                                                              | 90+4’                                                                          |
| 23-3-2017                                                                      | Murcia                                                                         | Spagna under 21                                                                | 3 – 1                                                                          | Danimarca under 21                                                             | Amichevole                                                                     | -                                                                              | 69’                                                                            |
| 27-3-2017                                                                      | Roma                                                                           | Italia under 21                                                                | 1 – 2                                                                          | Spagna under 21                                                                | Amichevole                                                                     | -                                                                              |                                                                                |
| 17-6-2017                                                                      | Danzica                                                                        | Spagna under 21                                                                | 5 – 0                                                                          | Macedonia under 21                                                             | Europeo Under-21 2017 - 1º turno                                               | -                                                                              |                                                                                |
| 20-6-2017                                                                      | Gdynia                                                                         | Portogallo under 21                                                            | 1 – 3                                                                          | Spagna under 21                                                                | Europeo Under-21 2017 - 1º turno                                               | -                                                                              |                                                                                |
| 27-6-2017                                                                      | Cracovia                                                                       | Italia under 21                                                                | 1 – 3                                                                          | Spagna under 21                                                                | Europeo Under-21 2017 - Semifinale                                             | -                                                                              |                                                                                |
| 30-6-2017                                                                      | Cracovia                                                                       | Germania under 21                                                              | 1 – 0                                                                          | Spagna under 21                                                                | Europeo Under-21 2017 - Finale                                                 | -                                                                              | 54’ 83’                                                                        |
| Totale                                                                         |                                                                                | Presenze                                                                       | 9                                                                              |                                                                                | Reti                                                                           | 0                                                                              |                                                                                |

## Palmarès

### Club

#### Competizioni nazionali
- Campionato spagnolo: 1

Atletico Madrid: 2020-2021

#### Competizioni internazionali
- UEFA Champions League: 2

Real Madrid: 2015-2016, 2017-2018
- Coppa del mondo per club: 2

Real Madrid: 2017, 2018
- Supercoppa UEFA: 1

Real Madrid: 2017